# Irlanda ai Giochi della XIX Olimpiade
L'Irlanda partecipò ai Giochi della XIX Olimpiade che si sono svolti a Città del Messico dal 12 al 27 ottobre 1968, con una delegazione di 31 atleti impegnati in 7 discipline per un totale di 32 competizioni. Portabandiera fu il pugile Jim McCourt, già medaglia di bronzo a Tokyo 1964. Fu la nona partecipazione dell'Irlanda ai Giochi estivi. Non fu conquistata nessuna medaglia.